# Ріхарда Шверінська (королева Швеції)
Ріхарда Шверінська, також Ріхардіс Шверінська, (нім. Richardis von Schwerin, близько 1347 — 1377) — донька графа Шверіну Оттона I та Матильди Верленської, дружина короля Швеції Альбрехта Мекленбурзького.

## Біографія
Найчастіше історичні джерела вказують, що Ріхарда народилась близько 1347 року. Дівчинка була єдиною дитиною графа Шверіну Оттона I та його дружини Матильди Верленської.
Найперша точна згадка про неї датована 1352 роком, коли Оттон I обіцяв місто Бойценбург як її посаг в ході переговорів щодо її шлюбу із сином герцога Мекленбургу Альбрехта II. Останній, в свою чергу, гарантував їй місто Грефесмюлен для пожиттєвої ренти.
12 жовтня 1352 року у Вісмарі був підписаний шлюбний контракт молодих людей.
Ріхарда втратила батька у січні 1357 року. Оскільки він не мав синів, Шверін успадкував його брат Миколай I, який правив Текленбургом. Втім, вже за рік той продав графство Альбрехту II Мекленбурзькому, свекору Ріхарди, який зробив Шверінський замок своєю резиденцією. Остання згадка про матір дівчини датується 1361 роком. Схоже, її удовиною землею був амт Нойштадт.
Йоганнес Месеніюс свідчить, що вінчання Ріхарди з Альбрехтом Мекленбурзьким відбулося у 1365 році, коли Ріхарда прибула до Швеції. Оскільки наречений, якому тоді було близько 27 років, у 1364 став королем даної країни. Інші дані вказують роком весілля 1359-й.
Альбрехт не зміг завоювати прихильність своїх підданих чи утримати її. Його політика надання багатьох урядових посад німцям викликала невдоволення й стала причиною гуртування опозиції навколо Маргарити Данської.
У подружжя народилося троє дітей. Королева названа консортом Швеції у трьох листах Папи Римського Григорія XI, написаних 12 лютого 1373 року.
Остання письмова згадка про Ріхарду датована 23 квітня 1377 року, коли вона видала охоронне письмо про захист маєтків в Уппланді Інгегерді Йонсдоттер, дружині Петера Інґебйорнссона. Обоє тривалий час перебували на службі у королеви та її дітей.
Йоганнес Месеніюс також вказує 1377 роком смерті Ріхарди. Королева була похована у церкві домініканського монастиря в Стокгольмі. У 1407 році гробниця була зруйнована пожежею. На могилі її чоловіка у колишній цистерціанській церкві Доберану є зображення Ріхарди.

## Родина

Портрет Альбрехта Мекленбурзького, замок Гріпсгольм

Чоловік — Альбрехт Мекленбурзький
Діти:
- Ерік (?—1397) — герцог Мекленбургу, був одружений із Софією Померанською, дітей не мав;
- Ріхарда Катерина (між 1370 та 1372—1400) — дружина герцога Герліцу Йоганна, мала єдину доньку;
- донька (?—?).